# Nejlos
Nejlos, Nil (gr. Νεῖλος) – bóstwo hellenistyczne, personifikacja rzeki Nil. Zazwyczaj uważany za syna Okeanosa i Tetydy, ale według innych wersji również Kronosa lub Zeusa.
Włączany niekiedy do mitu o Io, której syn Epafos miał poślubić córkę Nejlosa, Memfis. Ich córka Libia została matką Belosa i Agenora. W tradycji euhemerystycznej, reprezentowanej m.in. przez Diodora, Nejlos był legendarnym władcą Egiptu, który użyźnił kraj przeprowadzając liczne prace irygacyjne.